# جيف أبوت (لاعب كرة قاعدة)
جيف أبوت (بالإنجليزية: Jeff Abbott)‏ هو لاعب كرة قاعدة أمريكي، ولد في 17 أغسطس 1972 في أتلانتا في الولايات المتحدة.

## وصلات خارجية
- جيف أبوت على موقعبيزبول رفرنس.كوم (الدوري الرئيسي) (الإنجليزية)
- جيف أبوت على موقعبيزبول رفرنس.كوم (الدوري الثانوي) (الإنجليزية)
- جيف أبوت على موقع مشجعي الرسوم البيانية (الإنجليزية)